# 상북초등학교 소호분교
상북초등학교 소호분교는 대한민국 울산광역시 울주군에 있는 공립 초등학교이다.

## 학교 연혁
- 1923. 03. 03 사설 강습소 개설
- 1934. 05. 20 두서보통학교 부설 간이학교
- 1944. 04. 01 두서국민학교 소호분교장
- 1967. 03. 01 소호국민학교로 독립
- 1984. 03. 01 궁근정국민학교 소호분교장
- 2003. 03. 01 제22대 이종길교장 취임
- 2004. 02. 19 제56회 졸업식(총689명)
- 2004. 03. 01 4학급 편성
- 2006. 02. 19 제58회 졸업식(총699명)
- 2007. 02. 16 제59회 졸업식(총703명)
- 2008. 02. 18 제60회 졸업식(총704명)
- 2008. 09. 01 제28대 김함섭 교장취임
- 2009. 02. 19 제61회 졸업식(총707명)
- 2009. 03. 01 3학급 편성
- 2010. 02. 18 제62회 졸업식(총712명)
- 2011. 02. 18 제63회 졸업식(총715명)
- 2012. 02. 17 제64회 졸업식(총716명)
- 2013. 02. 21 제65회 졸업식(총725명)
- 2013. 03. 01 제30대 김준 교장 취임
- 2014. 02. 20 제66회 졸업식(총731명)
- 2014. 03. 01 6학급 편성
- 2015. 02. 17 제67회 졸업식(총738명)
- 2015. 03. 01 제31대 손호근교장 취임
- 2016. 03. 01 상북초등학교 소호분교로 변경